# Glove on Fight
Glove on Fight (グローブオンファイト, Gurōbu on Faito) (グローブオンファイト, Gurōbu on Faito) é um jogo de luta Doujin lançado na Comic Revolution 31 em maio de 2002 pelo desenvolvedor French-Bread. O nome do jogo é uma paródia de "Groove on Fight", jogo parte da série Power Instinct - apesar do nome, os dois jogos tem pouco em comum. O jogo foi desenvolvido para testar rotinas que o programador depois usaria em Melty Blood.

## Personagens
O jogo contém personagens de várias origens, incluindo animes, simuladores de romance, e doujins. O jogo começa com cinco personagens jogáveis, três são desbloqueáveis ao progredir no jogo, totalizando oito personagens jogáveis.
- Akiko Minase(Kanon)
- Ayaka Kurusugawa(To Heart)
- Ayu Tsukimiya (Kanon)
- Ciel (Tsukihime)
- Dejiko (Di Gi Charat)
- Ecoco (Tohoku Electric Power)
- Satsuki Yumizuka(Tsukihime)
- Seika Mori (Gunparade March)

## Sequência
Uma continuação de Glove on Fight chamada Glove on Fight 2: Gleam of Force (小鳩ヶ丘高校女子ぐろー部 Gleam of Force)  foi lançada em 16 de agosto de 2008.